# 奥氏菊头蝠
奥氏菊头蝠（学名：Rhinolophus osgoodi）为菊头蝠科菊头蝠属的动物，是中国的特有物种。分布于云南等地。该物种的模式产地在云南丽江°5'N,100°15'E,Yunnan)。